# 六氟合铑酸氙
六氟合铑酸氙 (XeRhF6) 是一种惰性气体化合物，在1963年首次由巴特利特合成。 它的结构和六氟合铂酸氙相似。

## 制备
六氟合铑酸氙可由六氟化铑直接与氙化合而成:
Xe + RhF6 → XeRhF6